# Pygobunus
Genre
Pygobunus est un genre d'opilions eupnois de la famille des Sclerosomatidae.

## Distribution
Les espèces de ce genre se rencontrent à Taïwan et au Japon.

## Liste des espèces
Selon World Catalogue of Opiliones (18/05/2021) :
- Pygobunus formosanus Roewer, 1957
- Pygobunus okadai Tsurusaki, 1983

## Publication originale
- Roewer, 1957 : « Über Oligolophinae, Caddoinae, Sclerosomatinae, Leiobuninae, Neopilioninae und Leptobuninae (Phalangiidae, Opiliones Palpatores). (Weitere Weberknechte XX). » Senckenbergiana biologica, vol. 38, p. 323–358.